# Prince George's Plaza
Prince George's Plaza es una estación en la línea Verde del Metro de Washington, administrada por la Autoridad de Tránsito del Área Metropolitana de Washington. La estación se encuentra localizada cerca del The Mall at Prince Georges del condado de Prince George en la localidad de Hyattsville en Maryland.

## Conexiones de autobuses
- WMATA Metrobus
- TheBus